# Sophia van Mecklenburg-Güstrow
Sophia van Mecklenburg-Güstrow (Wismar, 4 september 1557 — Nykøbing, 14 oktober 1631) was een Duitse adellijke vrouw uit het Huis Mecklenburg. Zij werd door haar huwelijk met Frederik II van Denemarken koningin van Denemarken en Noorwegen. Van 1589 tot 1594 was ze regentes van de hertogdommen Sleeswijk en Holstein. Zij stond bekend als een van de meest geleerde koninginnen van haar tijd en slaagde erin om als koningin-weduwe een persoonlijk fortuin te vergaren door (geld)handel.

## Jeugd
Sophia van Mecklenburg-Güstrow was een dochter van Ulrich van Mecklenburg-Güstrow en Elisabeth van Denemarken. Zij stamde zowel via haar vader als haar moeder af van Deense koningen. Haar moeder was een dochter van Frederik I en haar vader was een kleinzoon van Elisabeth van Oldenburg; via hem stamde ze af van koning Johan I van Denemarken. Net zoals haar vader Ulrich was ze zeer geïnteresseerd in kennis en wetenschap.

## Huwelijk en kinderen
Sophia trouwde op 20 juli 1572 in Kopenhagen met Frederik II van Denemarken; zij was toen 14 en hij 37. Zij waren allebei kleinkinderen van Frederik I van Denemarken en achterneef en -nicht. Het huwelijk was gearrangeerd door de Deense Raad van State, die vond dat de koning moest trouwen. Koning Frederik trouwde met Sophia nadat het hem verboden was om te trouwen met zijn maîtresse Anna van Hardenberg, de dochter van de kanselier.
Ondanks het leeftijdsverschil wordt het huwelijk van Sophia van Mecklenburg-Güstrow en Frederik II als harmonieus omschreven. Ook was Sophia naar verluidt een zorgzame moeder, die zelf haar kinderen verzorgde als ze ziek waren. Haar man had een voorliefde voor schrans- en braspartijen en stond bekend om zijn rusteloze gedrag en ontrouw. Sophia liet mogelijk mede daarom haar oudste drie kinderen enkele jaren opvoeden in de meer stabiele omgeving van het hof van haar ouders in Güstrow.
Zij was zeer geïnteresseerd in wetenschap en bezocht de astronoom Tycho Brahe. Ook had ze belangstelling voor oude volksliedjes.
Sophia en Frederik II hadden acht kinderen, van wie er zeven volwassen werden:
- Elisabeth (1573-1626), in 1590 gehuwd met Hendrik Julius van Brunswijk-Wolfenbüttel
- Anna (1574-1619), gehuwd met Jacobus I van Engeland
- Christiaan IV (1577-1648)
- Ulrich (1578-1624)
- Augusta (1582-1639) getrouwd met Johan Adolf van Sleeswijk-Holstein-Gottorp
- Hedwig (1581-1641), gehuwd met Christiaan II van Saksen
- Johan (1583-1602), verloofd met de dochter van tsaar Boris Godoenov maar stierf in Rusland voor de bruiloft kon plaatsvinden.

## Regentschap en later leven

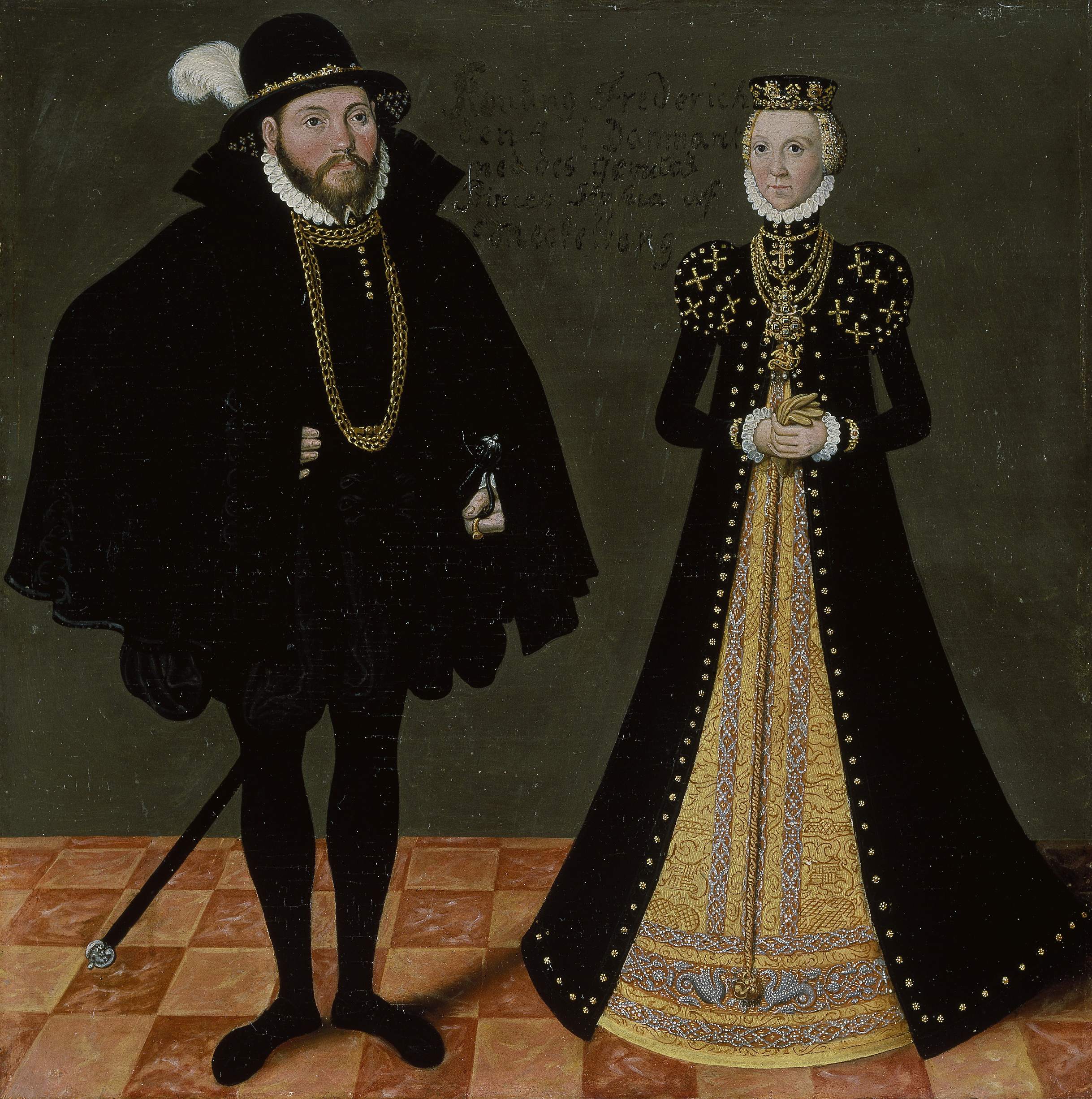
Sophia en Frederik op een schilderij van Lucas Cranach de Jongere

Tijdens het leven van haar man had koningin Sophia geen politieke macht. Toen na zijn overlijden in 1588 haar minderjarige zoon Christiaan IV koning werd, kreeg zij ook geen zitting in de Deense raad van regentschap. Vanaf 1590 was ze echter wel regentes voor haar zoon in de hertogdommen Sleeswijk en Holstein. Ze verkeerde in een voortdurende machtsstrijd met de Deense regenten en met de Raad van State. Op eigen kracht en tegen de wil van de Raad slaagde zij erin voor haar echtgenoot een grootse uitvaart te regelen, wist ze voor haar dochters bruidsschatten te regelen en voor zichzelf een toelage.
Uiteindelijk liet de Raad van State Christiaan IV al in 1593 meerderjarig verklaren. Sophia gaf haar positie als regentes van Sleeswijk en Holstein echter pas een jaar later op.
Ze streefde ernaar om de hertogdommen Sleeswijk en Holstein te verdelen onder haar jongere zoons, wat tot een conflict leidde met de regering en haar oudste zoon. Uiteindelijk werd ze door de regering verbannen naar Slot Nykøbing op het eiland Falster. Daar besteedde ze haar tijd aan de studie van chemie, astronomie en andere wetenschappen. Ook liet ze het slot renoveren.
Ze wist voor haar dochters goede huwelijken te arrangeren; zo trouwde haar dochter Anna tegen de wens van de Raad van State met koning Jacobus VI van Schotland.
Als koningin-weduwe wist Sophia haar eigen landerijen in Lolland en Falster zo goed te beheren dat haar zoon meerdere keren geld bij haar leende voor zijn oorlogen. Ook hield ze zich op grote schaal bezig met handel en het verstrekken van leningen. Ze ging vaak terug naar Mecklenburg en woonde in 1602 in Dresden het huwelijk bij van haar dochter Hedwig met de keurvorst van Saksen. In 1608 wist ze strafvermindering te krijgen voor de in een schandaal verwikkelde hofdame Rigborg Brockenhuus, en in 1628 was zij een van de mensen die haar zoon ervan wist te weerhouden om Anne Lykke, de minnares van haar kleinzoon, te beschuldigen van hekserij.
Toen ze op 74-jarige leeftijd stierf was Sophia een van de rijkste vrouwen van Noord-Europa.
- Bibsys: 1096470
- Gemeinsame Normdatei: 124970826
- International Standard Name Identifier: 0000 0003 8147 1500
- Library of Congress Control Number: n97113621
- Nederlandse Thesaurus van Auteursnamen: 317999974
- Virtual International Authority File: 261055644
- WorldCat: E39PBJgt86wVMKkF9VcGv6DH4q